# Статинов, Анатолий Сергеевич
Анато́лий Серге́евич Ста́тинов (род. 14 июля 1932, Белый Колодезь, Харьковская область) — первый заместитель Председателя Совета Министров Украинской ССР (1989—1991).

## Биография
Родился в семье рабочего. В 1956 году окончил Харьковский горный институт (1951—1956).
В 1956—1960 годы работал на шахте № 1-1-бис треста «Красногвардейскуголь» (Макеевка): мастером отдела технического контроля (1956—1957), секретарём комитета комсомола (1957—1958), старшим мастером отдела технического контроля (1958—1959), начальником объединённого участка погрузки и отдела технического контроля (1959—1960). В 1958 году вступил в КПСС.
В 1960—1961 годы — помощник главного инженера, секретарь парторганизации шахты «Чайкино-глубокая» № 1 того же треста.
В 1961—1982 годы — на партийной работе:
- 1961—1963 — инструктор отдела угольной промышленности, в 1963—1964 — помощник первого секретаря Донецкого обкома КП Украины;
- 1964—1968 — 1-й секретарь Петровского райкома КП Украины (Донецк);
- 1968—1972 — 2-й секретарь Донецкого горкома КП Украины;
- 1972—1974 — инспектор ЦК КП Украины (Киев);
- 1974—1976 — 1-й секретарь Донецкого горкома КП Украины[2];
- 1976 — 29 октября 1982 — 2-й секретарь Донецкого обкома КП Украины[2][3].

В 1982—1992 годы — на государственных должностях:
- 30 октября 1982 — декабрь 1987 — председатель Исполкома Донецкого облсовета[2][3];

- Настаивал на комплексном подходе в решении проблем охраны природы промышленных районов Донецкой области.

- 1987—1991 — министр торговли Украинской ССР, первый заместитель Председателя Совета Министров Украинской ССР.

Член бюро Донецкого обкома КП Украины. Делегат XXV—XXVII съездов КПСС, XXIII—XXVII съездов КП Украины; член ЦК КП Украины (1976—1990).
Избирался депутатом Донецкого облсовета XIII—XX созывов, членом Президиума Верховного Совета Украинской ССР.

## Избранные труды
- Статинов А. С. Властью Совета : О работе мест. Советов нар. депутатов Донец. обл. по усилению руководства экономикой. — Донецк : Донбас, 1985. — 55 с. — 3000 экз.
- Статинов А. С. XXVI съезд КПСС о внедрении передового производственного опыта. — Киев : О-во «Знание» УССР, 1982. — 48 с. — (Серия 12 «Наука и практика управления» / О-во «Знание» УССР ; № 8). — (Решения XXVI съезда КПСС — в жизнь!). — 5406 экз.
- Статинов А. С. Программа созидания : Об опыте работы Донец. обл. парт. орг. по мобилизации трудящихся на выполнение решений XXVI съезда КПСС и XXVI съезда компартии Украины. — Донецк : Донбас, 1981. — 138 с. — (Из опыта партийной работы . Идеологическая работа). — 3000 экз.
- Статинов А. С. С заботой о молодёжи. — Киев : Политиздат Украины, 1987. — 111 с. — 10000 экз.

## Награды
- орден Октябрьской Революции;
- орден Трудового Красного Знамени;
- дважды орден «Знак Почёта»;
- шесть медалей;
- Почётная грамота Президиума Верховного Совета УССР[1].